# Московское (Славский район)
Московское — посёлок в Славском районе Калининградской области. Входит в состав Ясновского сельского поселения.

## География
Посёлок Московское расположен на северо-западе Калининградской области, в 22 км к северо-западу от районного центра, города Славска.

## История
По итогам Второй мировой войны Кляйн Зоммерсхёфен вошёл в состав СССР. В 1946 году населенный пункт Кляйн Зоммерсхёфен  был переименован в поселок Московское.

## Население
| 2002 | 2010 |
| ---- | ---- |
| 131  | ↗176 |